# Listă de filme franceze din 1913
Aceasta este o listă de filme franceze din 1913:
| Titlu                             | Regizor                             | Actori | Gen | Note |
| --------------------------------- | ----------------------------------- | --- | --- | ---- |
| 1870-1871                         | Henri Andréani                      | |     |      |
| 210 contre 213                    | Joë Hamman                          | Joë Hamman |     |      |
| L'Absente                         | Gérard Bourgeois                    | |     |      |
| Adrienne Lecouvreur               | Henri Desfontaines, Louis Mercanton | Sarah Bernhardt, Ernest Legouvé                                                                                                   |     |      |
| Affaire d'honneur                 | Romeo Bosetti                       | Romeo Bosetti |     |      |
| De Afwezige                       | Albert Capellani                    | Henri Étiévant, Henri Rollan, Jeanne Grumbach, Germaine Dermoz, Raymonde Dupré, Henri Collen                                      |     |      |
| L'Agonie de Byzance               | Louis Feuillade                     | Luitz-Morat, Edmund Breon, Georges Melchior, Reusy, Jeanne Briey, Renée Carl, Fabienne Fabrèges, Laurent Morléas, Émilien Richard |     |      |
| L'Aiglon                          | Emile Chautard                      | Pépa Bonafé, Emile Chautard, Marie-Louise Derval, Maxime Desjardins                                                               |     |      |
| The Allanthus Silkworm            |                                     | |     |      |
| Along the Banks of the River Eure |                                     | |     |      |
| Les Ananas                        |                                     | |     |      |
| André Deed veut être comique      |                                     | |     |      |
| Fantômas                          |                                     | |     |      |